# Abre los ojos (canción de Zurdok)
«Abre los Ojos» es el primer sencillo del álbum Hombre Sintetizador de la banda de rock alternativo mexicana Zurdok. A pesar de que el álbum fue lanzado casi a mediados de agosto la canción debutó a finales de julio. Esta fue la última canción y sencillo de Zurdok en la que Fernando Martz vocaliza.

## Lista de canciones
- Edición México

1. «Abre los Ojos»
2. «Abre los Ojos» (Radio Edit)
3. «Abre los Ojos» (Acústica)

- Datos: Q5655346